# Stefan (cantante)
Stefan Airapetjan (Viljandi, 24 dicembre 1997) è un cantante estone.
Ha rappresentato l'Estonia all'Eurovision Song Contest 2022 con il brano Hope.

## Biografia
Stefan, nato in Estonia da genitori armeni, è salito alla ribalta nel 2018 con la sua partecipazione a Eesti Laul, l'annuale programma di selezione del rappresentante estone all'Eurovision Song Contest, dove ha cantato Laura (Walk with Me) come parte del gruppo Vajé, classificandosi 3º nella finale. L'anno successivo ha ritentato la selezione come solista, piazzandosi nuovamente 3º con Without You e ottenendo il suo primo piazzamento nella Eesti Tipp-40 alla 13ª posizione. Nel 2020 si è invece classificato 7º nella competizione con By My Side ed è stato candidato nell'ambito degli Eesti Muusikaauhinnad, i principali premi musicali dell'Estonia, nella categoria di artista pop dell'anno.
Nel novembre del 2021 è stata annunciata la quarta partecipazione di Stefan a Eesti Laul. Dopo essersi qualificato dai round preliminari, nella finale del 12 febbraio 2022 è stato dichiarato vincitore con il 62% dei voti dal pubblico nella finalissima a tre, diventando di diritto il rappresentante estone all'Eurovision Song Contest 2022 a Torino con il suo inedito Hope. Nel maggio successivo, dopo essersi qualificato dalla seconda semifinale, Stefan si è esibito nella finale eurovisiva, dove si è piazzata al 13º posto su 25 partecipanti con 141 punti totalizzati.

## Discografia

### Album in studio
- 2022 – Hope

### Singoli
- 2018 – Without You
- 2019 – Better Days
- 2019 – We'll Be Fine
- 2019 – By My Side
- 2020 – Oh My God
- 2020 – Let Me Know
- 2021 – Doomino (con Liis Lemsalu)
- 2021 – Headlights (con i Wateva)
- 2021 – Hope
- 2022 – Miraaž
- 2022 – Kiri külmkapi peal/Never Let Go
- 2023 – Seotud käed
- 2024 – Kaktine tee
- 2024 – Purjetuul (con Reket)
- 2025 – Jackpot (con Liis Lemsalu)